# Maurice Schippers
Maurice Schippers (Almelo, 30 november 1993) is een Nederlands schaker. Hij bezit sinds 2021 de titel FIDE Meester.

## Schaakcarrière
Schippers leerde op vijfjarige leeftijd schaken. Schippers was in zijn jeugdjaren een groot talent getuige het feit dat hij drie keer Nederlands jeugdkampioen werd: in 2000 (categorie H, t/m 7 jaar), in 2001 (categorie G, t/m 8 jaar) en in 2002 (categorie F, t/m 9 jaar).
Op 11-jarige leeftijd werd Schippers kampioen tijdens het Open Nederlands jeugdschaakkampioen 2004 in Categorie D (onder 12 jaar). Een jaar later speelde hij op het Europees jeugdkampioenschap schaken in Budva.
Nadien bleef Schippers zich ontwikkelen, want in 2008 werd hij op 14-jarige leeftijd clubkampioen van de Schaakvereniging Almelo. Twee jaar later herhaalde hij die prestatie.
Toen hij aan de Rijksuniversiteit Groningen ging studeren, verhuisde hij naar Groningen en werd hij lid van de Groninger Combinatie. Daar speelde hij vanaf 2014 in het eerste team van die club.
In 2023 werd Schippers clubkampioen van de Groninger Combinatie. Later dat jaar eindigde hij op een gedeelde tweede plek (op tiebreak vijfde) bij het sterk bezette Amsterdam Chess Open 2023. Hij liep bovendien op een haar na de Wil Haggenburg-trofee mis. De winnaar van die prijs, Barry Brink, besloot het kwalificatietoernooi voor het Nederlands kampioenschap schaken evenwel aan zich voorbij te laten gaan, zodat Schippers zijn plaats mocht innemen. In het kwalificatietoernooi eindigde hij op de achtste plaats, niet voldoende voor een plek in het hoofdtoernooi.
Vanaf het seizoen 2023/24 komt Schippers uit voor het tweede team van Groninger Combinatie in de Eerste Klasse KNSB. Daarnaast speelt Schippers namens de Amsterdamse schaakvereniging Paard d4 in de SGA-competitie. 
In 2024 won Schippers de Wil Haggenburg-trofee door tijdens het Amsterdam Chess Open als beste SGA-lid te eindigen. 

## Persoonlijk
Schippers is getrouwd met de Poolse Anna Warakomska. Zij kregen in 2019 een zoon. Samen met zijn partner geeft Schippers schaakcoaching onder de naam Chess School Schippers.